# Skrajno ogrožena vrsta
Skrajno ogrožena vrsta (angleško Critically endangered, okrajšava CR ali občasno CE) je kategorija Rdečega seznama Svetovne zveze za varstvo narave (IUCN), v katero so uvrščene živeče vrste ali nižji taksoni z zelo visoko verjetnostjo izumrtja. Vanje uvrščajo taksone, katerih številčnost se je zmanjšala ali se bo zmanjšala za 80 % v treh generacijah.
Rdeči seznam iz leta 2006 navaja kot skrajno ogroženih 3.071 vrst, od tega 1.528 živalskih, 1.541 rastlinskih in 2 glivni. Poleg tega je na njem 254 skrajno ogroženih podvrst ali varietet in 30 populacij ali čred z visoko verjetnostjo lokalnega izumrtja.
Glede na to, da po IUCN vrsta ni izumrla dokler niso opravljene obširne in usmerjene raziskave, so lahko nekatere od vključenih vrst že izumrle. Za take vrste predlaga organizacija BirdLife International novo kategorijo »Verjetno izumrla vrsta« (»Possibly Extinct« oz. PE).

## Primeri
Med skrajno ogrožene vrste sodijo:
- davidov jelen (Elaphurus davidianus) - manj kot 50 osebkov v naravi[2]
- etiopski kozorog (Capra walie) - samo še okoli 500 osebkov na majhnem območju v naravi
- iberski ris (Lynx pardinus) - samo še okoli 200 osebkov v divjini Španije
- kitajski rečni delfin (Lipotes vexillifer) - šesttedenska odprava po reki Jangce leta 2006 ni našla nobenega živega osebka, zato ga smatajo za izumrlega
- sibirski tiger (Panthera tigris altaica) - skrajno ogrožena podvrsta tigra. Leta 2005 so v pokrajini Amur našli nekaj več kot 500 primerkov in populacijo zdaj smatrajo za stabilno
- volemija (Wollemia nobilis) - živi fosil, poznanih manj kot 50 primerkov v naravi[3]